# Svenska Jerusalemsföreningen
Svenska Jerusalemsföreningen grundades år 1900 av biskopen i Visby stift, Knut Henning Gezelius von Schéele som en organisation för svenskt bistånd till "Jesu eget land" efter att han sett mycken nöd i landet vid sitt besök där 1898.
Föreningen grundade, och äger fortfarande, sjukhuset Beit Jala Government Hospital (King Hussein Bin Talal's Hospital) i Betlehem. Det är ett  regionsjukhus med de flesta  medicinska specialiteter och drivs av det palestinska  hälsovårdsministeriet.
Tidigt grundades en skola i Jerusalem som blev välkänd och framgångsrik under Signe Ekblads ledning. Skolan tvingades dock upphöra med sin verksamhet när landet delades efter kriget 1948. Några år senare tog föreningen över en annan kristen skola, Den gode herdens skola i Betlehem, som man fortfarande driver från förskola till studentexamen för cirka 300 elever. Finansieringen sker till över 60 procent genom gåvor.
Föreningen utger tidskriften Svenska Jerusalemsföreningens Tidskrift. Ordförande är (2019) biskop emeritus Jan-Olof Johansson.